# Francisco Sánchez Echavarría
Francisco Sánchez Hechavarría (Santiago de Cuba, Cuba, 10 de octubre de 1854 - Ibídem, 17 de diciembre de 1902) fue un militar y político cubano.

## Orígenes y primeros años
Francisco Sánchez Hechavarría nació en la importante ciudad de Santiago de Cuba, Cuba, el 10 de octubre de 1854.
El 10 de octubre de 1868, precisamente el día que cumplía 14 años, ocurrió el Grito de Yara, lo cual provocó el estallido de la Guerra de los Diez Años (1868-1878), primera guerra de independencia de Cuba.
En el transcurso de dicha guerra, el joven Francisco cooperó con las fuerzas independentistas cubanas del Ejército Libertador, desde su ciudad de origen. Sin embargo, en dicha guerra, nunca se incorporó a dicho ejército, tal vez por su escasa edad.
En la medida que transcurrían los años y Francisco iba creciendo y madurando, éste se fue involucrando en las diversas conspiraciones independentistas que pretendían iniciar una nueva guerra por la independencia de Cuba. Tomó parte en la fracasada conspiración conocida como Paz del Manganeso, en el año 1890.

## Guerra Necesaria
Mientras se organizaba el inicio de la Guerra Necesaria (1895-1898), tercera guerra por la independencia de Cuba, Francisco fue enviado al Occidente de Cuba por el Mayor general Guillermón Moncada para servir de enlace con los conspiradores de esa región.
Después, marchó a México y a Nueva York, para coordinar las acciones entre los distintos grupos de exiliados cubanos. Partió de dicha ciudad, al mando de la expedición del Vapor “León”. Dicha expedición arribó a las costas nororientales de Cuba, cerca de Baracoa, en agosto de 1895.
En los primeros tiempos de la guerra, combatió bajo el mando del Coronel Félix Ruenes. Tomó parte en numerosas acciones combativas, entre las que se destaca la Batalla de Loma del Gato, el 5 de julio de 1896, donde murió el Mayor general José Maceo. Ese año fue ascendido a Teniente coronel.
Posteriormente, en 1897, asumió el mando de la “Brigada de Bayamo” y, más tarde, de la “Brigada de Baracoa”. En dicho año, participó en los sitios de Jiguaní y Guisa.
Participó con sus tropas en el Asedio de Santiago de Cuba, en el verano de 1898. A finales de julio de ese año, fue designado Jefe de la “Brigada de Mayarí-Sagua de Tánamo”. En agosto, fue ascendido a General de División, grados con los que terminó la guerra, poco después.

## Últimos años y muerte
Tras la Primera ocupación militar estadounidense (1898-1902), se inauguró la República de Cuba. En esas primeras elecciones, el General Francisco Sánchez Hechavarría, resultó elegido Gobernador de la Provincia de Oriente.
Sin embargo, duró poco en su cargo, pues falleció ese mismo año, el 17 de diciembre de 1902, en su ciudad natal, a los 48 años de edad.